# 短蕊石蒜
短蕊石蒜（学名：Lycoris caldwellii）为石蒜科石蒜属的植物，为中国的特有植物。分布于中国大陆的江苏、江西、浙江等地，一般生于阴湿山坡，目前尚未由人工引种栽培。